# J. LaRose
J Adam Larose (J. LaRose es su nombre de profesión) es un actor estadounidense.
Hasta el momento tiene cinco proyectos (Identity Lost, Saw III, Butterfly dreams, Mother's Day (película de 2010) y Repo! the Genetic Opera), todos ellos junto con Darren Lynn Bousman.
Ha hecho variados papeles para la televisión.
Se destaca por actuar de Troy en Saw III.